# John Walter Farmstead

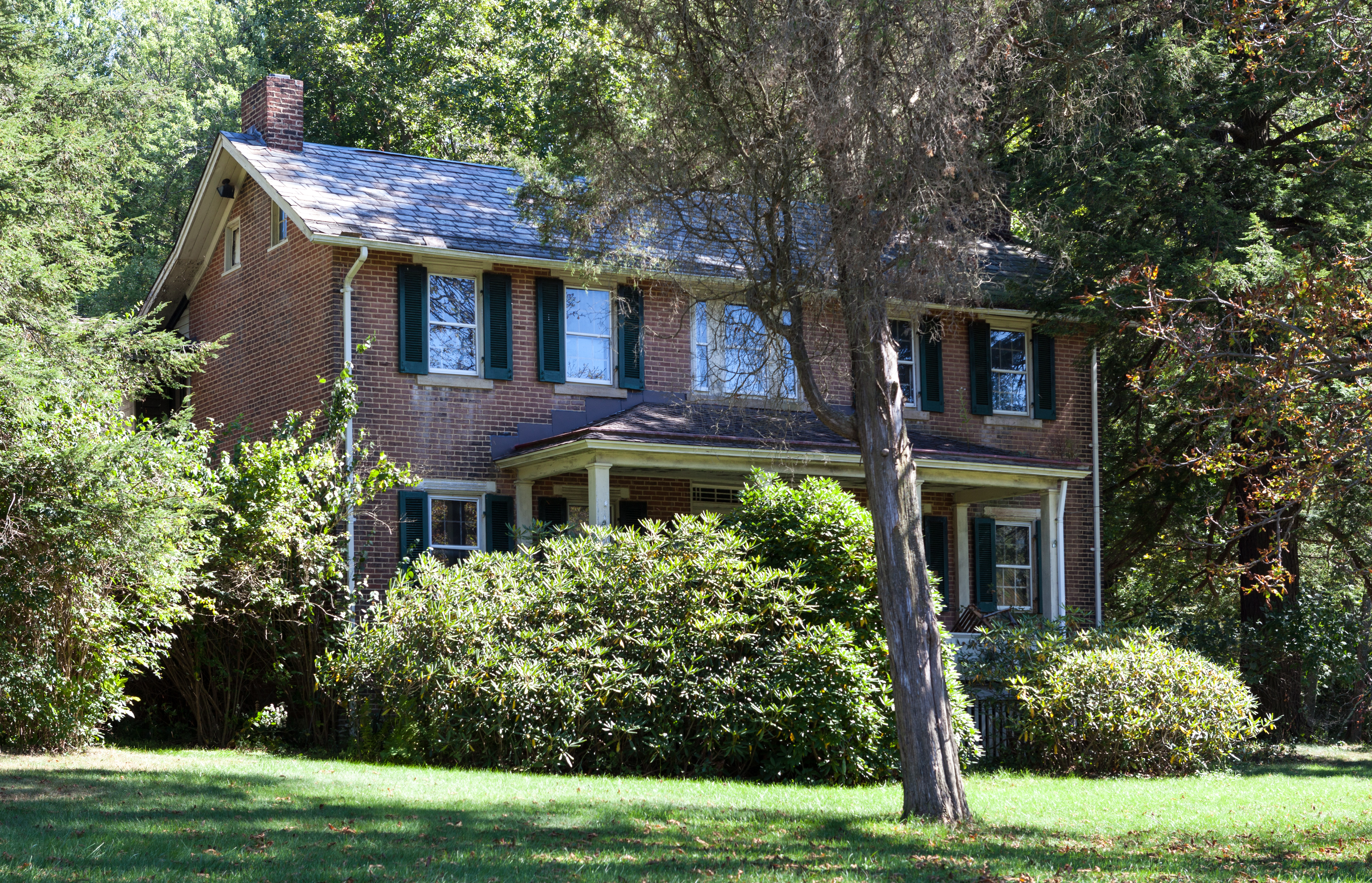
Das John Walter Farmstead

Das John Walter Farmstead ist ein historisches Gehöft aus drei Gebäuden im Washington Township, Westmoreland County, US-Bundesstaat Pennsylvania. Es befindet sich am Mamont Drive auf Nummer 166 und ist der Öffentlichkeit zugänglich.
Das Fundament ist mit Stein ausgelegt, die Mauern zum Teil aus Backstein, zum Teil mit Holzverschalung. Der Dachbau ist mit Schiefer verlegt. Weiterer Baumaterial ist Asphalt. Laut National Register of Historic Places hatte das Gehöft von 1825 bis 1849; von 1850 bis 1874; von 1875 bis 1899; sowie von 1900 bis 1924 eine besondere architekturelle Signifikanz (Greek Revival). Betont werden hier die Jahre 1846 und 1848.
Das John Walter Farmstead wurde am 21. Juli 1995 vom National Register of Historic Places mit der Nummer 95000885 aufgenommen.